# Затока Слави
Зали́в Слави (лат. Sinus Honoris) — місячна затока в західній частині Моря Спокою.
Селенографічні координати 11°43′ пн. ш. 17°52′ сх. д. / 11.72° пн. ш. 17.87° сх. д., діаметр близько 112 км.